# 奥利瓦迪
奥利瓦迪（義大利語：Olivadi），是意大利卡坦扎罗省的一个市镇。总面积7平方公里，人口631人，人口密度90.1人/平方公里（2009年）。ISTAT代码为079088。